# سد بست گز
 سد بَستِ گِز  نام سدی سنگی-ملاتی در جنوب دهستان کوخرد در بخش کوخرد شهرستان بستک در غرب استان هرمزگان در جنوب ایران است.
سد بست گز در دره بست گز ساخته شده‌است و در حدود ۲ کیلومتر تا سد تاریخی کوخرد یعنی
 سد بز  فاصله دارد، و در سمت جنوب آن آثار سد بز دیده می‌شود.

## سد دره بست گز
این سد در دهانه دره عمیق بَستِ گِز ساخته شده‌است.
این سد جدید است، بعد از شکسته شدن سد بز در سال ۱۳۰۱ هجری قمری بسیاری از آب‌های درواه بَستِ گِز به رودخانه می‌رفته‌است، و قبل از ایجاد (سد جدید) تمام سیلابی که در این دره بزرگ و پهناور در جریان بوده به هدر می‌رفته‌است.
با احداث این سد سنگی ملاتی توسط جهاد کشاورزی، از این به بعد این آب‌ها مهار می‌شود و باعث تقویت شدن سفرهٔ آب زیر زمینی شده همچنین به مصرف حیواناتی می‌رسد که در کوه زیر زندگی می‌کنند.
بسیاری از این آب‌ها که تاکنون به رودخانهٔ شور مهران سرازیر می‌شد، هم‌اکنون مهار شده و سفره‌های آب زیرزمینی را غنی‌تر می‌سازد. از جملهٔ این آب‌ها، آب‌هایی بود که از کوه زیر وارد درهٔ بست گز می‌شد و سپس به رودخانه می‌پیوست و بی استفاده به هدر می‌رفت.

## بزرگترین سد دهستان کوخرد
سد بَستِ گِز یکی از بزرگترین سدهای دهستان کوخرد است.
که در ماه خرداد سال ۱۳۸۴ خورشیدی آبگیری شده‌است. مطالعات اولیه این سد در سال ۱۳۸۱ آغاز شده بود. تا اینکه در سال ۱۳۸۴ پایان یافت.
این سد پنجمین سدی است که در کوخرد ساخته شده‌است.

## سدهای کوخرد
در طول تاریخ گذشته کوخرد تا امروز مردم کوخرد پنج سد بزرگ ساخته‌اند که هرکدام از این سدها ویژگی‌های خود را داشته‌است، سدهای دهستان کوخرد به شرح زیر می‌باشند:
قدیمی‌ترین سد کوخرد است. این سد در سال ۱۱۰۰ هجری قمری بنیادگذاری شده و در حدود ۲۰۱ سال از آن بهره‌برداری می‌شده که سرانجام در سال ۱۳۰۱ هجری قمری سد شکست و بی استفاده ماند.
در دوران آبادانی، این سد منطقه گسترده‌ای را آبیاری می‌نموده و آبش به مناطق: باغ زرد، جابر لوز، مزاجان، بک احمد و بشکرو می‌رسیده و نخلستانها و زمین‌های جوکار این مناطق آبیاری می‌کرده‌است.
این سد در سال ۱۱۷۷ هجری قمری ساخته شده و هنوز از آن بهره‌برداری می‌شود و نخلهای کل کادی و جابر را آبیاری می‌کند.
پس از گذشت ۲۵۰ سال از عمر این سد، هنوز پا برجاست و کشاورزان و نخلداران جابر و کل کادی از آب این سد بهره‌مند می‌گردند.
این سد در سال ۱۹۸۶ میلادی ساخته شده، این سد در دهانه درواه شمو ساخته شده‌است برای جلوگیری از سیل، چنانکه روایت است سیل این دره چهار بار کوخرد را ویران کرده‌است.
این سد در سال ۱۹۷۹ میلادی بنیادگذاری شده‌است. ظرفیت این سد به حدود ۱۰۰۰۰ متر مکعب می‌رسد که به هنگام بارش، آب در آن جمع می‌شود.
آب این سد برای سبزیکاری استفاده می‌شود.
- سد بَستِ گِز ، پنجمین سد دهستان کوخرد است، این سد جدید است و در دهانه دره بست گز و به مسافت تقریبی ۲ هزار متر در جنوب خرابه‌های سد بز تاریخی واقع شده‌است.[۱]

## آبخیز سد بَستِ گِز
آبخیز سد بَستِ گِز از مناطق گستردهٔ تشکیل می‌یابد، ابتدا از بن کوه زیر، و سرگرد نرگهای جنوب، نرگ بست گز، نرگ «او شیرینو»
، نرگ مرخاو، نرگ دیوونی، نرگ أودون علی، نرگ گُل مُودُونُو، نرگ‌گری پان، نرگ تونه مسلی وگریهای کوه جنوب تماماً ابتدا ازگری امبرو،‌گری مَد یوسفی، «گری مَد عبدالرحیمی» و تمام دره‌های بلند و کوتاه اطراف تماماً به دره بست گز ریخته به سد بَستِ گِز سرازیر می‌شود، و دریاچه‌ای زیبا و با طراوت به وجود می‌آورد، و لُدخهِهایی که از کوه‌هایی که در اطراف این سد تازه‌بنیاد وجود دارد، به‌وسیله کوهستان‌ها و نواحی به ارتفاع ۸۴۰۰ پا احاطه شده و منطقه وسیعی را در برگرفته‌است.

## نقاط پیرامون سد جدید
از طرف مغرب سد لمبیر ملکی و سد جابر و «پشتخه باپیر» و «پشتخه بست گز» واقع شده‌است، و از طرف مشرق «پشتخه خرتل» و «کارگهی» و «سنگ اکال» و «سنگ نازبن» قرار دارد.
اما از سمت جنوب «پشتخه چتی» و «پشتخه پاراو» و «او شیرینو»و «پشتخه دیوونی» و پر میان و پر بختیاری واقع می‌باشد، و اما از طرف شمال سد جدید آثار برجسته و تاریخی کوخرد سد بز باقی‌مانده‌است.

## پرندگان دره بست گز
دره بست گز زیستگاه پرندگان مختلفی است و به دلیل وجود درخت‌های گوناگون و تنومند در طول درواه، و با وجود آب فراوان و بعد از ایجاد این سد بزرگ پرندگان بیشتری در اینجا جایگیر می‌شوند و لانه می‌سازند، از انواع پرندگان که در این منطقه می‌زیسته‌اند عبارت‌اند از: کبک، قُمری، بادخور، تیهو، خضیری (کراشکین)، بوکلو و «مرغ سلیمان» یا هدهد نام برد.

## فهرست منابع و مآخذ
- محمدیان، کوخردی، محمد، “ «به یاد کوخرد» “، ج۲. چاپ اول، دبی: سال انتشار ۲۰۰۳ میلادی.
- نگاره‌ها از: عبدالغفار علیرضائی و محمد نور برکم.
- محمد، صدیق «تارخ فارس» صفحه‌های (۵۰ ـ ۵۱ ـ ۵۲ ـ ۵۳)، چاپ سال ۱۹۹۳ میلادی.
- مهندس:، حاتم، محمد، غریب“ «تَاریخْ عَرَب الّهْولَةـ دراسة تاریخیة وثائقیة» “، دولة الکویت، ج۱. چاپ سوم، القاهرة، مصر، دار الأمین للطباعة والنشر والتوزیع، ۸ شارع أبوالمعالی، سال انتشار ۱۹۹۷، ۲۰۱۳ میلادی.
- محمدیان، کوخردی، محمد،  (شهرستان بستک و بخش کوخرد) ، ج۱. چاپ اول، دبی: سال انتشار ۲۰۰۵ میلادی.
- الکوخردی، محمد، بن یوسف، (کُوخِرد حَاضِرَة اِسلامِیةَ عَلی ضِفافِ نَهر مِهران Kookherd، an Islamic District on the bank of Mehran River) الطبعة الثالثة، دبی: سنة ۱۹۹۷ للمیلاد.